# Thecotheus rivicola
Thecotheus rivicola är en svampart som först beskrevs av Vacek, och fick sitt nu gällande namn av Kimbr. & Pfister 1973. Thecotheus rivicola ingår i släktet Thecotheus och familjen Ascobolaceae.   Inga underarter finns listade i Catalogue of Life.